# Municipio de Mulligan
El municipio de Mulligan (en inglés: Mulligan Township) es un municipio ubicado en el condado de Brown en el estado estadounidense de Minnesota. En el año 2010 tenía una población de 218 habitantes y una densidad poblacional de 2,32 personas por km².

## Geografía
El municipio de Mulligan se encuentra ubicado en las coordenadas 44°8′43″N 94°48′32″O / 44.14528, -94.80889. Según la Oficina del Censo de los Estados Unidos, el municipio tiene una superficie total de 93.97 km², de la cual 93,24 km² corresponden a tierra firme y (0,77 %) 0,73 km² es agua.

## Demografía
Según el censo de 2010, había 218 personas residiendo en el municipio de Mulligan. La densidad de población era de 2,32 hab./km². De los 218 habitantes, el municipio de Mulligan estaba compuesto por el 99,54 % blancos, el 0,46 % eran asiáticos. Del total de la población el 0,46 % eran hispanos o latinos de cualquier raza.